# 地獄の果てまで連れていく
『地獄の果てまで連れていく』（じごくのはてまでつれていく）は、2025年1月14日から3月25日までTBSテレビの「ドラマストリーム」枠で放送されたテレビドラマ。主演は佐々木希。

## キャスト

### 主要人物
橘紗智子（たちばな さちこ）
演 - 佐々木希
ベビーシッターとして麗奈の家に入り込む女性。実は麗奈の高校の先輩の坂東幸和子で、父を殺し、殺人者の汚名を着せた麗奈に復讐するため、顔や名前を変えて麗奈に近づいている。
花井麗奈（はない れな）
演 - 渋谷凪咲（幼少期：瑠璃）
インフルエンサー兼ピアニスト。表面的には性格が良く優しい人物を装っているが、実は些細な理由で人を殺してなんとも思わないシリアルキラーのサイコパス。旧姓・黒川。

### 麗奈の関係者
花井誠（はない まこと）〈30〉
演 - 井上祐貴（小学生時：佐藤遙灯）
麗奈の夫。フラワーショップを経営する実業家。坂東幸和子の水崎（みさき）学園高校の後輩。
樹里亜（じゅりあ）
演 - 向里祐香（第2話 - ）
麗奈のインフルエンサー仲間。ファッションや美容に関するインフルエンサー。実は小宮山良太の妹・小宮山真波。（第7話）
ともみ
演 - 柳ゆり菜（第2話 - ）
麗奈のインフルエンサー仲間。ハンドメイドの洋服や小物を製作。
楓花（ふうか）
演 - 深尾あむ（第2話 - ）
麗奈のインフルエンサー仲間。アクセサリーデザイナーとして活動中。
優子（ゆうこ）
演 - 三輪晴香（第2話・第3話・最終話）
麗奈のインフルエンサー仲間。自身がプロデュースした腕時計の宣伝に麗奈を利用したことで彼女の不興を買い、彼女の運転する車で撥ねられる。
飯田ゆうき（いいだ ゆうき）
演 - 吉澤閑也（Travis Japan）
麗奈のマネージャー。
花井こころ
演 - 芝田凰乃、石塚友菜（4歳時：希歩）
麗奈と誠の娘。
黒川稔（くろかわ みのる）
演 - 板尾創路
麗奈の父親で犯罪社会学 教授。娘の麗奈を恐れていて、言いなりになっている。

### 坂東家
坂東幸和子
演 - 亘理舞
14年前、麗奈と同じ水崎学園高校の先輩で、同じピアノ教室に通っていた。裕福な家庭で何不自由なく育っていたが、父が同僚を殺して自殺したとされたため、高校で壮絶ないじめにあう。そして麗奈の犯した小宮山良太殺害の罪を着せられる。
坂東啓介〈享年48〉
演 - 吉田ウーロン太
幸和子の父。毎朝新聞記者。14年前、同僚の後藤淳司を刺殺したあと、飛び降り自殺したとされている。
坂東博美
演 - 川瀬絵梨
幸和子の母。夫の無実を信じていたが、小宮山良太死亡後に自殺している。

### ゲスト
第1話
- 小宮山良太（麗奈と幸和子のピアノ講師・幸和子に殺されたとされている） - 福山康平（第2話・第4話・第7話）
- 刑事 - ゆかわたかし
- アナウンサー - 小倉弘子（第5話）

第2話
- アナウンサー - 赤荻歩（声の出演）

第3話
- ホームレス - 藤原邦章

第10話
- 刑事 - 長野克弘
- 花井誠の母 - 空美

## スタッフ
- 脚本 - イ・ナウォン[1]
- 音楽 - MAYUKO
- 主題歌 - ヒグチアイ「雨が満ちれば」（ポニーキャニオン）[11]
  - 作詞・作曲：ヒグチアイ、編曲：サクライケンタ
- 演出 - 松田礼人、坂上卓哉、尾本克宏、實光美々佳[1]
- プロデューサー - 天宮沙恵子、浅野敦也[1]
- 配信プロデューサー - 齊藤彩奈、パリーク亜門、杉山香織[1]
- 制作プロダクション - TBSスパークル[1]
- 製作 - 「地獄の果てまで連れていく」製作委員会[1]

## 放送日程
| 話数   | 放送日  | サブタイトル           | 演出       |
| ------ | ------- | ---------------------- | ---------- |
| 第1話  | 1月14日 | 復讐するは我にあり     | 松田礼人   |
| 第2話  | 1月21日 | 帰還                   | 松田礼人   |
| 第3話  | 1月28日 | 隣の殺人鬼             | 坂上卓哉   |
| 第4話  | 2月04日 | 作戦中止               | 坂上卓哉   |
| 第5話  | 2月11日 | 花井誠研究生活         | 實光美々佳 |
| 第6話  | 2月18日 | 押しかけの客           | 尾本克宏   |
| 第7話  | 2月25日 | アンチリベンジ         | 松田礼人   |
| 第8話  | 3月04日 | 生き地獄へようこそ     | 尾本克宏   |
| 第9話  | 3月11日 | 逆襲                   | 坂上卓哉   |
| 第10話 | 3月18日 | @20050818              | 松田礼人   |
| 最終話 | 3月25日 | ハッピー・バッドエンド | 松田礼人   |

## 放送局
| 放送期間                | 放送時間                     | 放送局             | 対象地域   | 備考   |
| ----------------------- | ---------------------------- | ------------------ | ---------- | ------ |
| 2025年1月14日 - 3月25日 | 火曜 23:56 - 翌0:26          | TBSテレビ（TBS）   | 関東広域圏 | 制作局 |
|                         |                              | IBC岩手放送（IBC） | 岩手県     |        |
|                         |                              | テレビ山梨（UTY）  | 山梨県     |        |
|                         |                              | 中国放送（RCC）    | 広島県     |        |
|                         |                              | あいテレビ（ITV）  | 愛媛県     |        |
| 2025年1月28日 - 4月8日  | 火曜 0:49 - 1:19（月曜深夜） | 静岡放送（SBS）    | 静岡県     |        |
| 2025年2月5日 - 4月16日  | 水曜 23:56 - 翌0:30          | 北陸放送（MRO）    | 石川県     |        |
| 2025年3月6日 -          | 木曜 1:25 - 1:55（水曜深夜） | RSK山陽放送（RSK） | 岡山県     |        |
| 2025年3月12日 -         | 水曜 23:56 - 翌0:30          | 青森テレビ（ATV）  | 青森県     |        |
| 2025年4月6日 -          | 日曜 2:00 - 2:30（土曜深夜） | RKB毎日放送（RKB） | 福岡県     |        |
| 2025年4月7日 -          | 月曜 0:58 - 1:28（日曜深夜） | 北海道放送（HBC）  | 北海道     |        |

## ネット配信
| 配信開始月 | 配信サイト | 配信料金     | 備考                              |
| ---------- | ---------- | ------------ | --------------------------------- |
| 2025年1月  | Netflix    | 定額制有料   | 同月7日から毎週火曜に先行配信     |
| 2025年1月  | TBS FREE   | 広告付き無料 | 見逃し配信 （地上波放送後に配信） |
| 2025年1月  | TVer       | 広告付き無料 | 見逃し配信 （地上波放送後に配信） |